# Kadnay
KADNAY — український інді-поп гурт, заснований 2012 року Дмитром Каднаєм і Пилипом Коляденком. Загалом мають один студійний альбом та 3 мініальбоми,  виконують пісні українською, російською і англійською мовами. 
Півфіналісти національного відбору на Євробачення 2017 і фіналісти відбору 2018 року. 
Дворазові лауреати премії Золота Жар-птиця 2018, 2019 у номінації Інді.

## Історія

### Ранні роки
|                                  | Ми познайомилися ще давно в Одесі і зійшлися на тому, що нам обом подобається однакова музика і подобається її створювати.Оригінальний текст (рос.) Мы познакомились еще давно в Одессе и сошлись на том, что нам обоим нравится одинаковая музыка и нравится ее создавать. |
| — Діма Каднай, Аргументы и факты | |

Дмитро Каднай і Пилип Коляденко заснували гурт 2012 року. У інтерв'ю 2018 року Дмитро сказав, що назва «до сих пір залишається таємницею, яку ніхто не може розгадати». 
До того, Дмитро мав сольну кар'єру і режисером його дебютного відеокліпу на пісню «Feeling so right» стала Олена Коляденко, яка надалі стала музичним продюсером гурту, а пізніше, ця пісня увійшла до дебютної платівки. 2012 року випустили перший сингл «Взлетаем» в якості гурту, написаний в співробітництві з Дмитром Шуровим. Перший студійний альбом «Kadnay» було презентовано в Києві 16 грудня 2014 року, інтернет-реліз відбувся на два дні пізніше, 18 грудня, після чого гурт вирушив у тур Україною. Синглами з цього альбому стали пісні «I Don't Belong to you», «Моя слабость» і «Мне больше не нужна ты». Тоді ж, до роботи з гуртом долучилась піар-менеджер Інна Гісса.
Літо 2015-го хлопці провели в студії в роботі над новим альбомом.
У червні 2016 року вийшов EP «23Floor», в якому відчутний перехід гурту зі стилю інді в електропоп. В підтримку альбому вийшли такі сингли: «Symphony Of Love», «Hitchcock» і «You Know How I Roll».

### Участь у національних відборах на Євробачення і мініальбом «Відчуваю» (2017—2018)
В кінці січня 2017 року гурт випустив сингл «Freedom in My Mind», який вони представили, як пісню для національного відбору на Євробачення.
Першою україномовною піснею від гурту став сингл «Відчуваю», що вийшов 25 вересня. У одному з інтерв'ю, хлопці зазначили, що спочатку пісня мала назву «Подих», але після виходу однойменного сингла Джамали, її перейменували. Відеокліп на цю композицію випустили через 3 дні пісня релізу синглу і його режисером став Алан Бадоєв.
Презентація мініальбому «Відчуваю» відбулася 3 листопада у клубі Sentrum, до якого увійшли 5 пісень українською мовою і бонус-трек англійською, а 1 грудня відбувся інтернет-реліз альбому Ігор Панасов, головний редактор Karabas Live, зазначив, що в нових піснях є «пристрасть, насиченість звуку, щирість слів і прагнення йти на крок попереду тенденцій вітчизняного мейнстріму».
В інтерв'ю вінницькому порталу «Veжа» Пилип Коляденко прокоментував альбом так:
|  | З‘явилися квоти і з‘явилася ідея поставити такий експеримент над собою і досягнути певної цілі. Писати україномовний альбом було дуже важко, бо музику і я, і Діма сприймали англомовну. Всі тексти ми починали писати на англійській, а потім перекладали на українську. |

2017-го року гурт отримав номінацію премії YUNA в категорії «Найкращий попгурт».
За запрошенням телеканалу СТБ, гурт вдруге взяв участь у національному відборі на Євробачення і представили пісню «Beat Of The Universe», з якою пройшли у фінал і посіли 3 місце.

2018-го року здобули перемогу в категорії «Інді» і номінацію «Нові імена» премії Золота Жар-птиця.
У 2019 повторили своє досягнення і знову здобули перемогу в категорії «Інді».

## Учасники

### Поточний склад
- Дмитро Каднай — вокал, гітара.[27]
- Пилип Коляденко — вокал, бек-вокал, гітара, клавішні.
- Денис Коркін — бас-гітара.[4][22]

### Колишні учасники
- Олег Даценко — бас-гітара.[28]
- Діма Синюк — ударні.[28]
- Віталій Ходзинський — ударні.

## Дискографія

### Альбоми
Студійні
| 2014 — Kadnay | 2014 — Kadnay            | 2014 — Kadnay |
| #             | Назва                    | Тривалість    |
| ------------- | ------------------------ | ------------- |
| 1.            | «Give Me Fire»           | 03:54         |
| 2.            | «I Don't Belong to you»  | 04:01         |
| 3.            | «Feeling So Right»       | 03:16         |
| 4.            | «Молчи»                  | 04:33         |
| 5.            | «Моя слабость»           | 03:28         |
| 6.            | «Океан»                  | 03:06         |
| 7.            | «Мне больше не нужна ты» | 03:04         |
| 8.            | «Взлетаем»               | 03:53         |
| 9.            | «Fantasy»                | 03:22         |
| 32:37         |                          |               |

EP
| 2016 — 23Floor | 2016 — 23Floor     | 2016 — 23Floor |
| #              | Назва              | Тривалість     |
| -------------- | ------------------ | -------------- |
| 1.             | «Symphony Of Love» | 04:06          |
| 2.             | «Like A Ghost»     | 03:27          |
| 3.             | «Hitchcock»        | 03:36          |
| 4.             | «Let Me»           | 03:18          |
| 5.             | «Empty Shades»     | 03:58          |
| 6.             | «Love»             | 03:11          |
| 21:36          |                    |                |

| 2017 — Відчуваю | 2017 — Відчуваю      | 2017 — Відчуваю |
| #               | Назва                | Тривалість      |
| --------------- | -------------------- | --------------- |
| 1.              | «Тіло»               | 03:13           |
| 2.              | «Життям»             | 03:15           |
| 3.              | «Відчуваю»           | 04:05           |
| 4.              | «Світом»             | 03:11           |
| 5.              | «Колискова»          | 03:26           |
| 6.              | «Tonight бонус-трек» | 03:25           |
| 21:36           |                      |                 |

| 2019 — Полон | 2019 — Полон        | 2019 — Полон |
| #            | Назва               | Тривалість   |
| ------------ | ------------------- | ------------ |
| 1.           | «Disco Girl»        | 3:50         |
| 2.           | «Танцівниця»        | 3:17         |
| 3.           | «Глибоко в мені»    | 3:46         |
| 4.           | «КрапкаКома»        | 3:23         |
| 5.           | «Притулись до мене» | 2:45         |
| 6.           | «Полон»             | 2:57         |
| 7.           | «Вір у себе»        | 3:57         |
| 23:56        |                     |              |

### Сингли
- Не кусай (2014)
- Моя Слабость (2014)
- Мне больше не нужна ты (2014)
- I don't belong to you (2014)
- 4y (2014)
- Symphony Of Love (2015)
- You Know How I Roll (2016)
- Hitchcock (2016)
- Freedom In My Mind (2017)
- Lonely (2017)
- Give me fire (Maiak remix, 2015)
- Feeling So Right (Radio Edit, 2014)
- Відчуваю (2017)
- Beat of the Universe (2018)
- Притулись до мене (2018)
- Полон (2019)
- Santiago (2020)
- Dance.Disco.Party (2020)
- Monster (за участі Lida Lee, 2021)
- Give Me Fire (2022 Version)
- Вірою. Правдою (2022)
- Земля (2022)
- Станемо тишею (2022)
- Відпусти (2022)
- DDP (2023)

## Відеографія
| Рік  | Назва                  | Режисер                          |
| ---- | ---------------------- | -------------------------------- |
| 2010 | Молчи                  | Виктор Скуратовский              |
| 2011 | Feeling so right       | Олена Коляденко                  |
| 2012 | Взлетаем               | Кадім Тарасов, Аліна Краснянська |
| 2012 | The Time               | Костянтин Гордіенко              |
| 2015 | Океан                  | Олена Коляденко                  |
| 2014 | Моя слабость           | Олена Коляденко                  |
| 2014 | Мне больше не нужна ты | Олена Коляденко                  |
| 2016 | Symphony Of Love       | Максим Делієргіев                |
| 2016 | Hitchcock              | Максим Делієргіев                |
| 2016 | Empty Shades           | Максим Делієргіев                |
| 2017 | Відчуваю               | Алан Бадоєв                      |
| 2018 | Tilo                   | Іларіон Єфремов                  |
| 2018 | Колискова              | Максим Делиергиев                |

## Нагороди і номінації
| Рік  | Премія            | Номінація          | Результат | Дж.    |
| ---- | ----------------- | ------------------ | --------- | ------ |
| 2017 | YUNA              | Найкращий поп-гурт | Номінація | [ 23 ] |
| 2018 | Золота Жар-птиця  | Інді               | Перемога  | [ 26 ] |
| 2018 | Золота Жар-птиця  | Нові імена         | Номінація | [ 26 ] |
| 2019 | Золота Жар-птиця  | Інді               | Перемога  |        |
| 2019 | Золота Жар-птиця  | Dance-хіт          | Номінація |        |
| 2019 | Золота Жар-птиця  | Поп-гурт           | Номінація |        |
| 2019 | BEST MUSIC        | Best Music Album   | Перемога  |        |
| 2019 | Музична платформа | Краща пісня        | Перемога  |        |
| 2020 | Золота Жар-птиця  | Інді               | Номінація |        |